# Sociologie literatury
Sociologie literatury je jeden z podoborů sociologie kultury. Zkoumá společenské podmínky literární produkce a recepce, vztah díla ke společenskohistorickému prostředí, v němž vzniklo nebo o němž pojednává, stejně jako estetické a formální aspekty literatury. Velmi vlivná je v tomto ohledu kniha Les Règles de L'Art: Genèse et Structure du Champ Littéraire, již napsal sociolog Pierre Bourdieu roku 1992 (český překlad Pravidla umění: geneze a struktura literárního pole. Přeložili Petr Kyloušek a Petr Dytrt, Brno : Host, 2010). V současnosti se sociologií literatury v ČR zabývá sociolog a literární kritik Jan Váňa.